# Pleione maculata
Pleione maculata là một loài thực vật có hoa trong họ Lan. Loài này được (Lindl.) Lindl. & Paxton miêu tả khoa học đầu tiên năm 1851.

## Hình ảnh

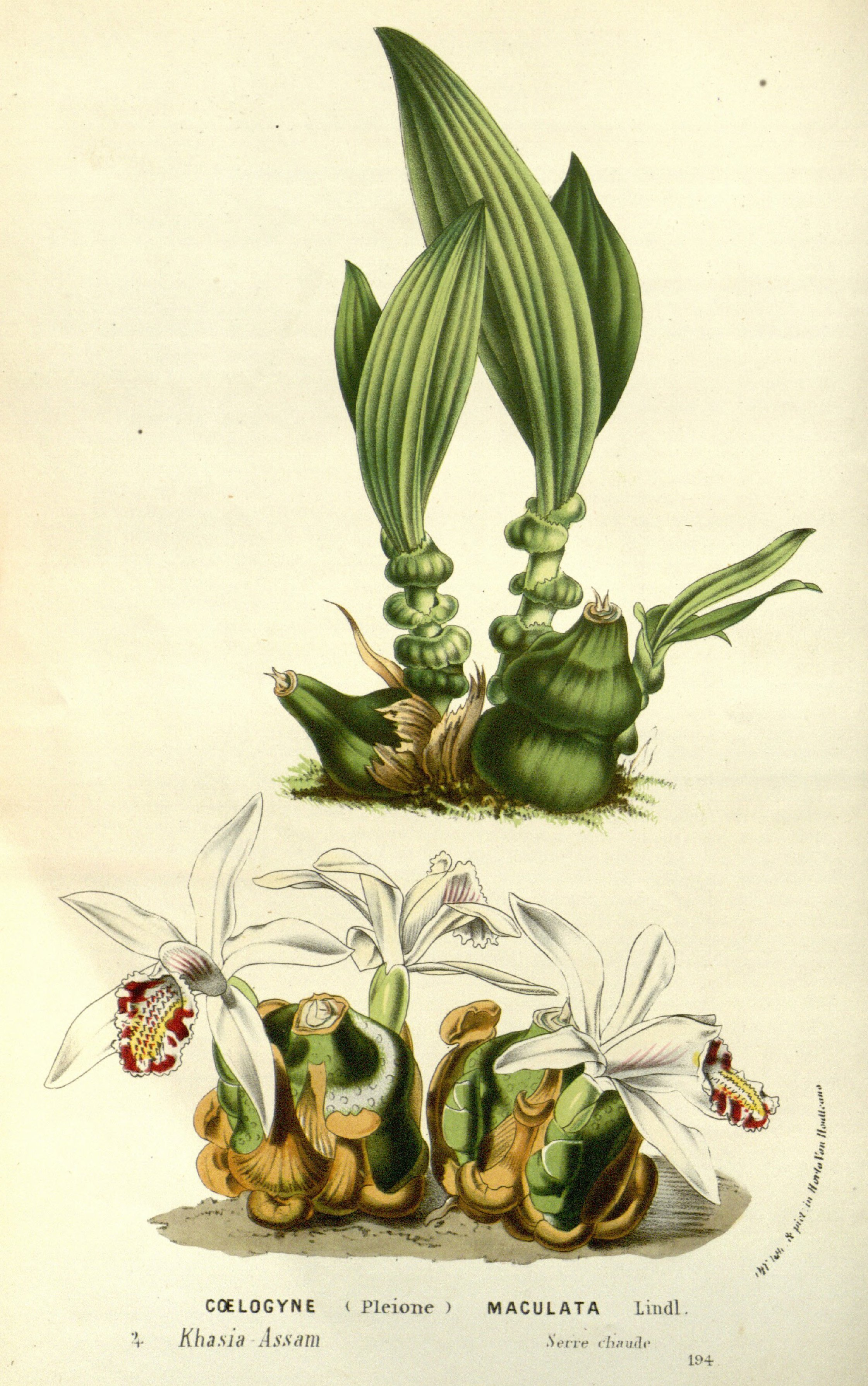
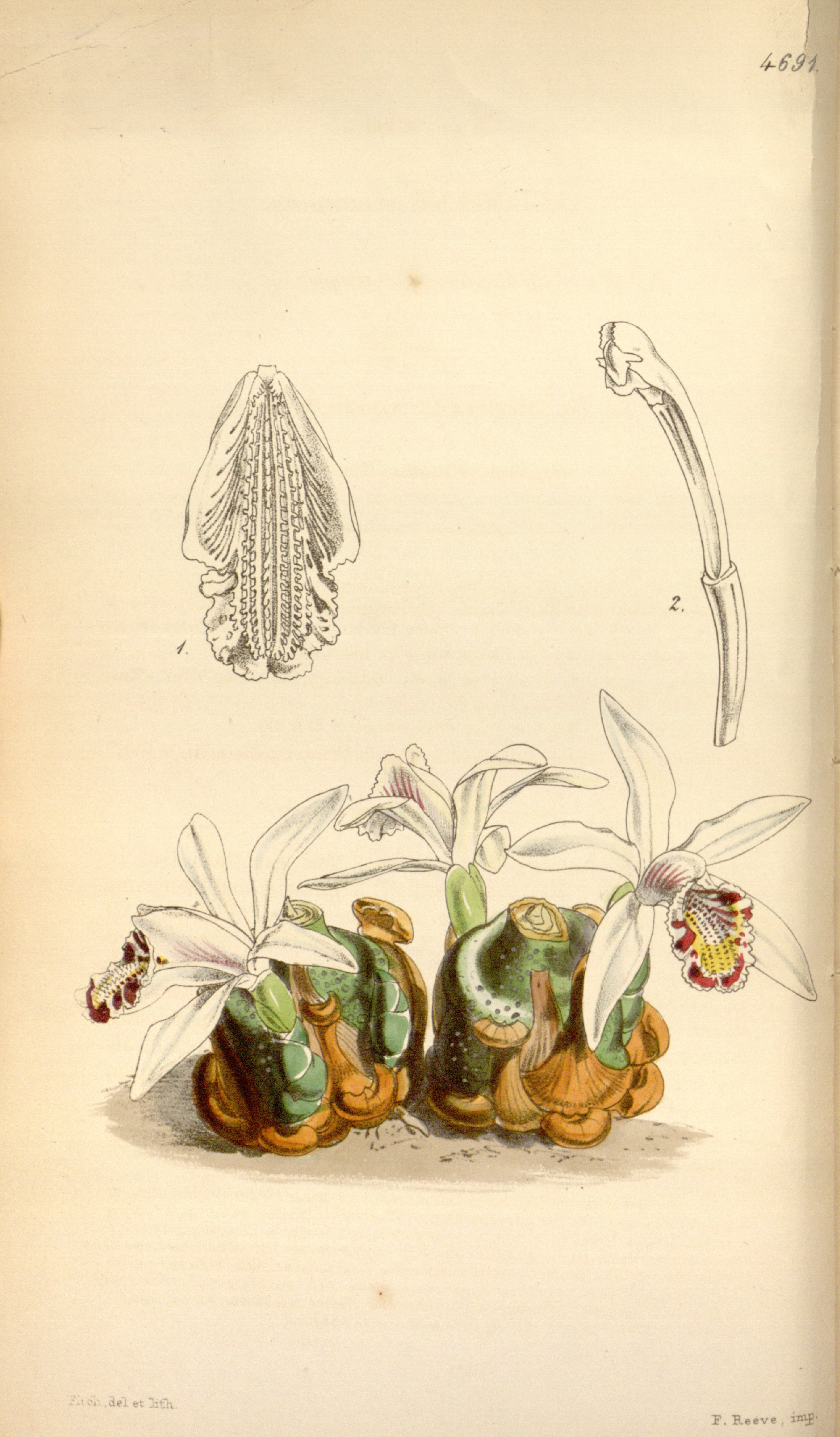